# Vjesnik hrvatskih radnika i iseljenika u Njemačkoj
Vjesnik hrvatskih radnika i iseljenika u Njemačkoj je bio hrvatski emigrantski list.
Izlazio je u Münchenu od 1972. do 1977., a uređivao ga je dr Dominik N. Šušnjara.

## Vanjske poveznice i izvori
- Bibliografija Hrvatske revije  Arhivirana inačica izvorne stranice od 20. lipnja 2006. (Wayback Machine) Franjo Hijacint Eterović: Trideset godina hrvatskog iseljeničkog tiska 1945-1975.
- Hrvatska revija[neaktivna poveznica] Ante Kadić: Vjesnik hrvatskih radnika i iseljenika u Njemačkoj, br